# Karol Ludwik Hurtrel
Karol Ludwik Hurtrel, fr. Charles-Louis Hurtrel (ur. 1760 w Paryżu, zm. 2 września 1792 w Saint-Germain-des-Prés) – francuski błogosławiony Kościoła katolickiego, zakonnik.
Był paryżaninem. W wieku dwudziestu jeden lat złożył śluby zakonne w zakonie braci najmniejszych. Święcenia kapłańskie otrzymał w 1783 roku. Od 1789 w paryskim klasztorze pełnił obowiązki bibliotekarza i pozostał na stanowisku mimo sekularyzacji. Był jednym z sygnatariuszy listu zakonników do papieża Piusa VI zapewniającego o wierności. Gdy w rewolucyjnej Francji nasiliło się prześladowanie katolików, 10 sierpnia 1792 został aresztowany razem z rodzonym bratem Ludwikiem Beniaminem i uwięziony w opactwie Saint-Germain-des-Prés. Mimo czynionych zabiegów nie udało się doprowadzić do jego uwolnienia. Zginął z rąk tłumu, który wcześniej wymordował przewożonych z merostwa do opactwa więźniów, w czasie masakr wrześniowych. Świadectwo jego godnej postawy pochodzi od naocznego świadka, którym był współwięziony internuncjusz.
Wspominany jest w dzienną rocznicę śmierci.
Karol Ludwik Hurtrel został beatyfikowany 17 października 1926 wraz z 190 innymi męczennikami francuskimi przez papieża Piusa XI.